# Zolota Poleana, Polohî
Zolota Poleana (în ucraineană Золота Поляна) este un sat în comuna Ciubarivka din raionul Polohî, regiunea Zaporijjea, Ucraina.

## Demografie
Componența lingvistică a localității Zolota Poleana
     Ucraineană (85,98%)
     Rusă (12,15%)
     Alte limbi (0,93%)
Conform recensământului din 2001, majoritatea populației localității Zolota Poleana era vorbitoare de ucraineană (85,98%), existând în minoritate și vorbitori de rusă (12,15%).